# 双疣短角蟹
双疣短角蟹（学名：Harrovia bituberculata）为菱蟹科短角蟹属的动物。在中国大陆，分布于海南岛等地，多栖息于海水。